# Oberaargletsjer
De Oberaargletsjer (Duits: Oberaargletscher) is een vier kilometer lange gletsjer, gelegen in de Berner Alpen in het kanton Bern, Zwitserland. 
In 1973 had de gletsjer een oppervlakte van 5,82 vierkante kilometer. De gletsjer ontspringt op 3216 meter hoogte in de gletsjerpas van het Oberaarjoch en eindigt op 2310 meter hoogte in het stuwmeer Oberaarsee, dat de bron van de Oberaarbach is. 